# 守矢氏
守矢氏（もりやし）は、日本の氏族の一つ。信濃国諏訪郡（現在の長野県諏訪地域）を発祥とする地祇系の氏族で、代々諏訪大社上社の神長官（じんちょうかん）を務めてきた社家。

## 出自

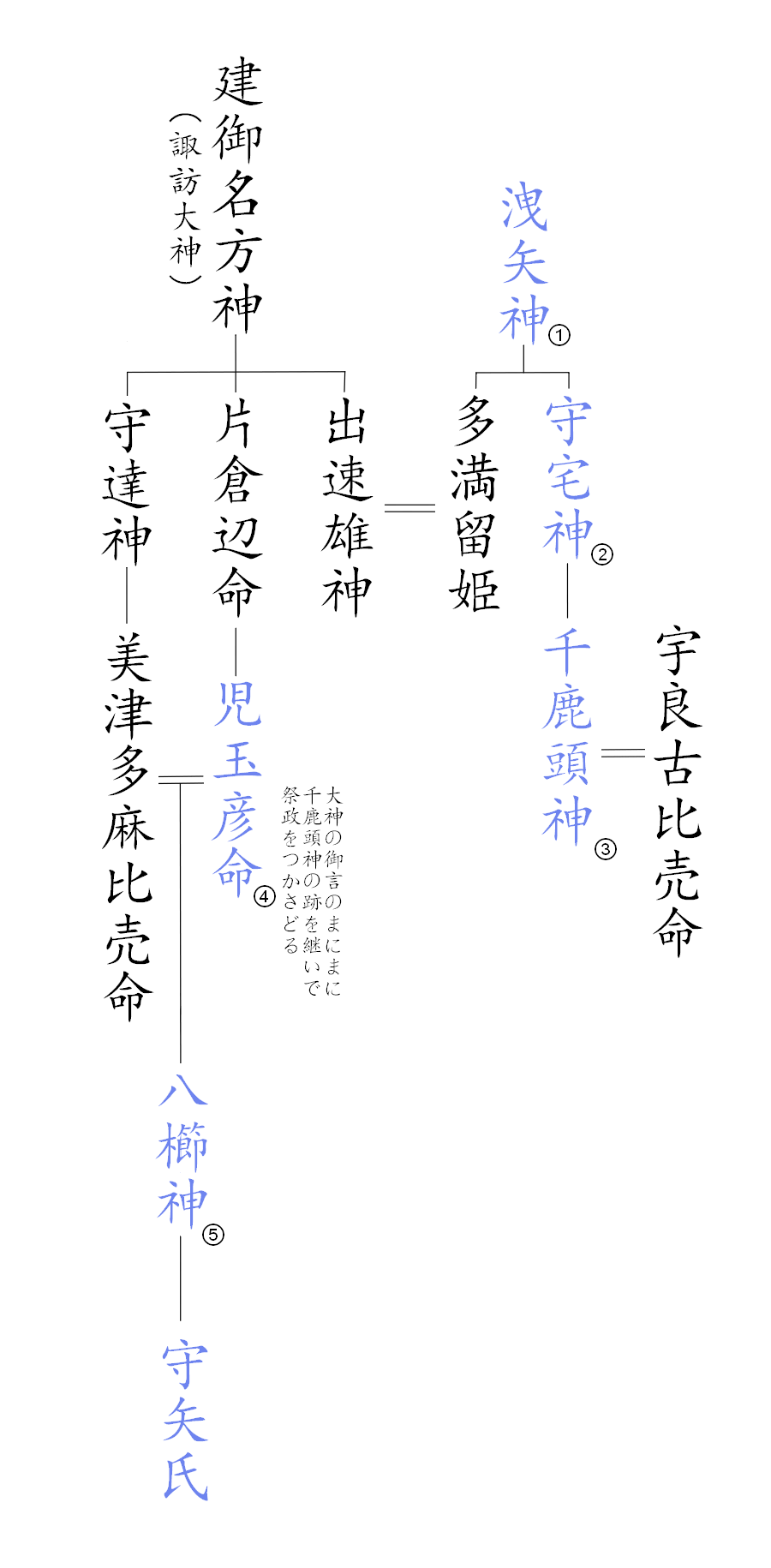
『守矢氏系譜』における守矢氏の最初の五代
（洩矢神から八櫛神まで）

歴史的始祖は不明である。家伝では建御名方神（諏訪明神）と対抗した国津神・洩矢神の後裔。
明治初期成立の『神長守矢氏系譜』によれば、洩矢神には守宅神と多満留姫の2柱の御子神がおり、多満留姫は建御名方神の御子神・出早雄命に嫁ぎ、守宅神は千鹿頭神をもうけ、洩矢神の祭政の跡継ぎとなった。そして、守矢氏は洩矢神を一族の遠祖として敬っている。なお千鹿頭神は後に宇良古山（現在の松本市神田）に移って宇良古比売命を娶り、建御名方神の孫・児玉彦命（片倉辺命の御子神）がその跡を継いだとも書かれているため、守矢氏は洩矢神の祭祀の後継者であってその血族的子孫ではないとする説もある。

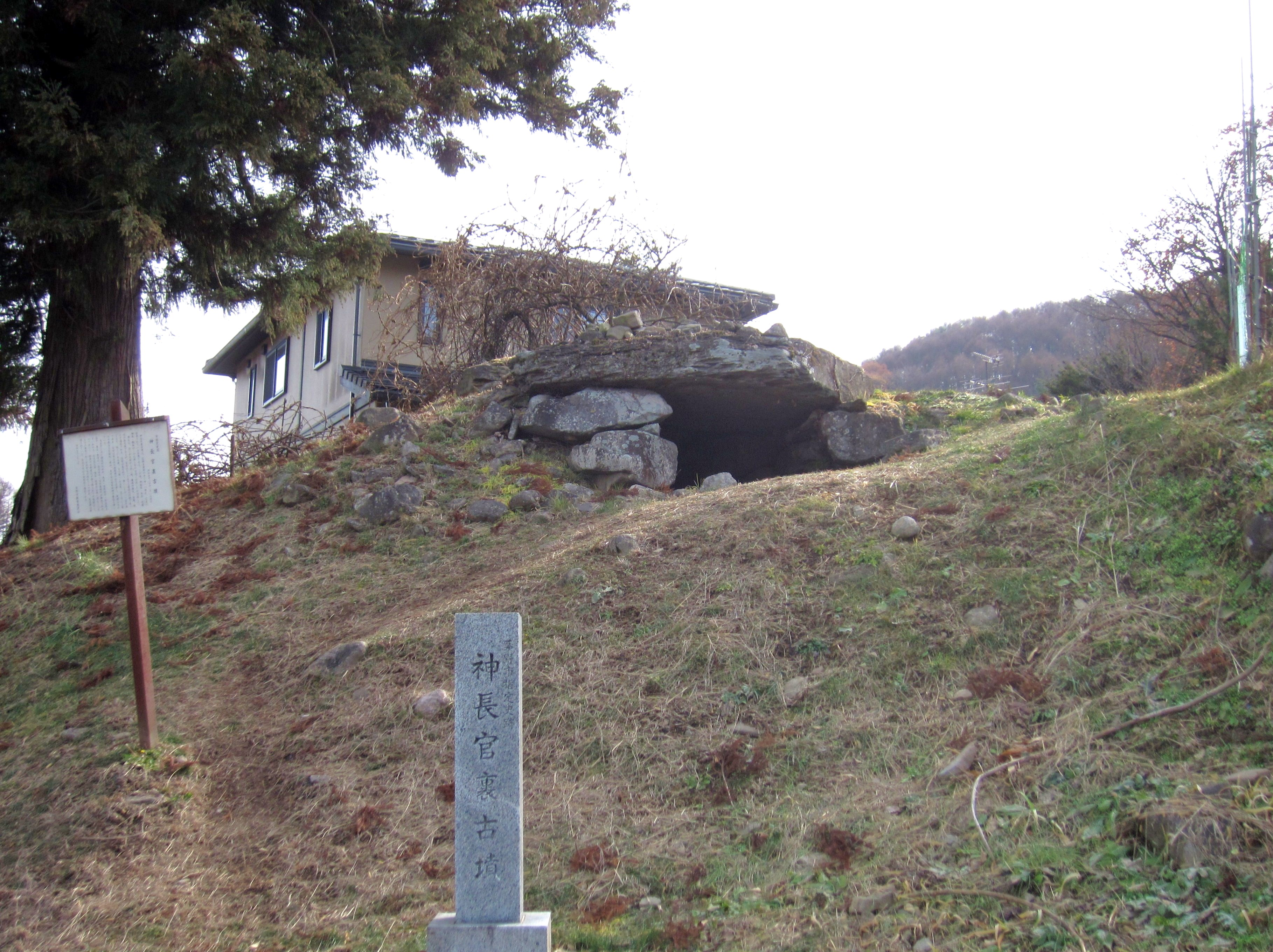
神長官裏古墳（茅野市）
物部守屋の次男・武麿の墓と伝わる古墳

「モリヤ」という名前から、物部守屋の後裔とされることもある。『系譜』にも記録されている守矢氏と物部朝臣との関係をうかがわせる家伝があり、これによれば、物部守屋の次男である武麿が丁未の乱の後、諏訪に逃亡して森山（守屋山）に籠り、後に守矢氏の神長の養子となって、やがて神職を受け継いだという。守矢家の屋敷の裏にある古墳（7世紀中頃）が武麿の墓だと言い伝えられている。実際には守屋山の南麓にある伊那市高遠町藤澤区片倉には物部守屋を祀る神社があり、物部守屋の子孫と名乗る守屋姓の家が多くある。
原正直（2018年（平成30年））は、武麿伝承のほか、守矢氏が鉄鐸を利用したことと、守屋山中に「鋳物師ヶ釜」という地名が残っていることから、守矢氏を製鉄に長けた物部氏とは繋がりのある先住氏族と推測している。一方で寺田鎮子と鷲尾徹太（2010年（平成22年））は守矢氏を高遠側（藤沢川）出身の氏族とし、物部守屋の末裔と名乗る勢力とは無関係かつ対立的でありながらその伝承を半ば意図的に利用したという説を立てている。

## 神職

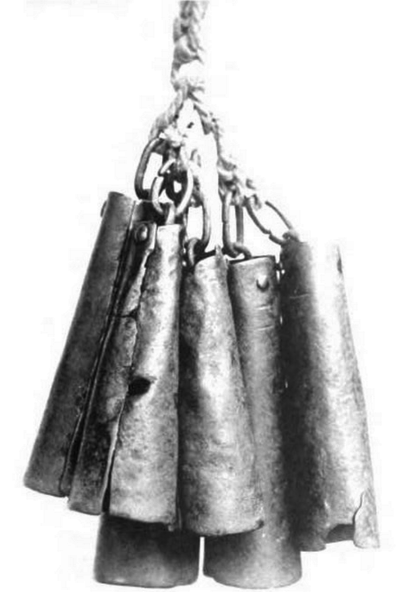
上社御宝鈴の鉄鐸

諏訪上社にはかつて、建御名方神の後裔、またはその御正体とされる現人神大祝（おおほうり）のもと、五官祝（ごがんのほうり）と呼ばれる5人の神職が置かれた。
守矢氏は代々、神長（かんのおさ）または神長官（じんちょうかん）という筆頭職に就き、更に16世紀中頃以降には次位の禰宜（ねぎ）の職も継承した。古くは副祝（そいのほうり）の役も務めたが、後に長坂氏にこれを譲った。
神長官は大祝の即位式を含め上社の神事の秘事を伝え、神社の事務長格でもあったため伝える古文書が極めて多い。古くから諏訪地方で祀られていたミシャグジという神（精霊）を扱うことができる唯一の人物とされ、祭事の時には降ろしたり上げたり、または依代となる人や物に憑けたりしていた。上社神宝のうち、御宝鈴と呼ばれる鉄鐸は誓約の鈴として、神長官の振り鳴らすもので使用料の定めもあり、収入源の一つであった。
神長官は独用将軍（つきぬきそう）をはじめとする薬草、鹿・猿・蛇の黒焼き、そして神灰（屋敷内の祈祷殿の香灰）から作られた諏訪薬（すわぐすり）という秘薬も製造販売していた。梅毒（瘡）に効く妙薬とされ、あまりにも辛かったため、直接に喉へほうり込んだことから「ほうり込み薬」とも呼ばれた。
明治維新の解職にいたるまで年中神事の秘法や伝承、諏訪薬の製造法などは、真夜中、火の気のない祈祷殿の中で、一子相伝により口移しで伝授された。

## 居住地

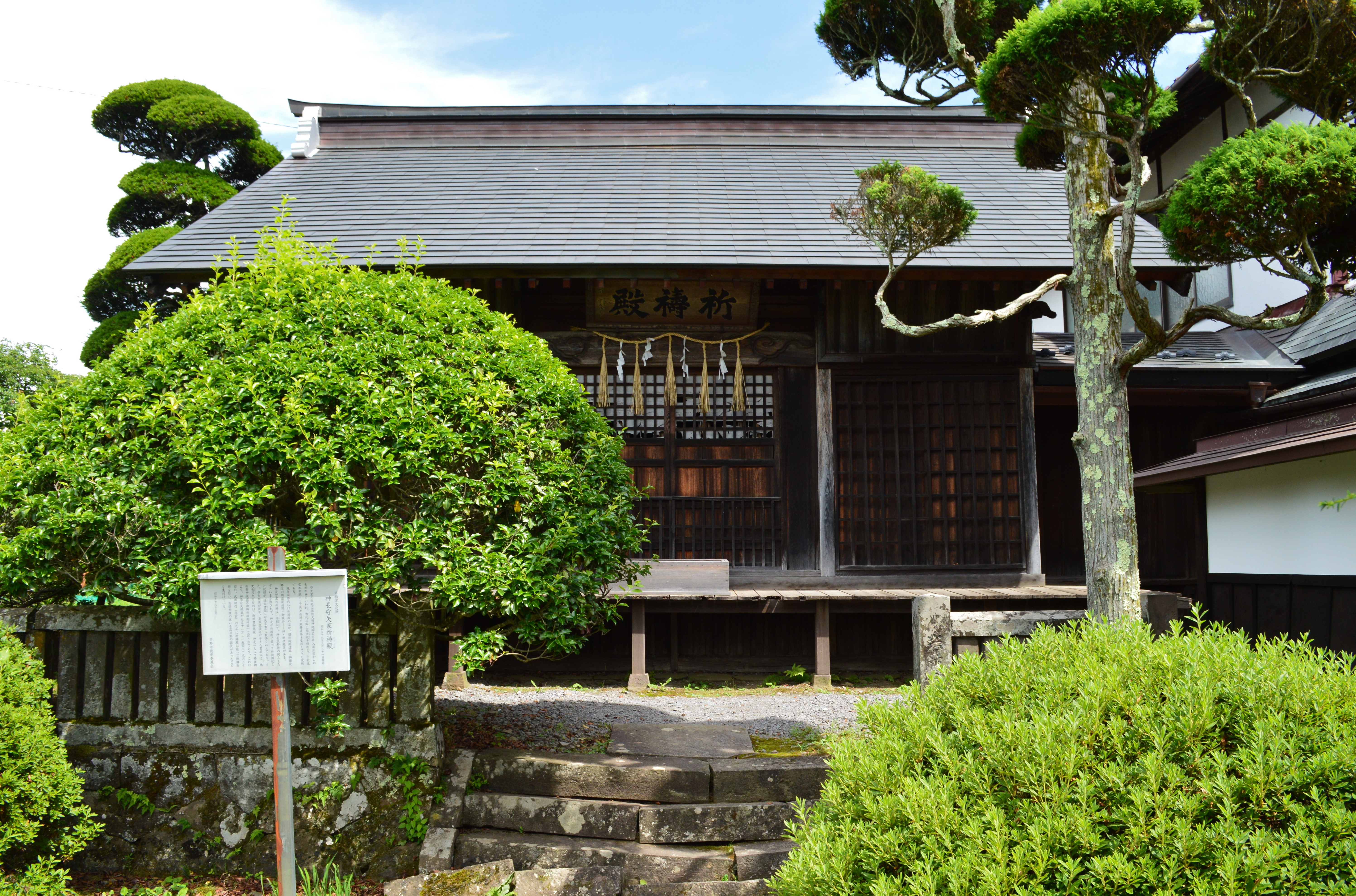
神長守矢家祈祷殿（茅野市）

屋敷は茅野市宮川高部（旧・高部村）にある。その一部が現在神長官守矢史料館となっている。
敷地内にはミシャグジ社（御頭御社宮司総社）と祈祷殿があり、かつては厩舎や上社の春の御頭祭において大祝の代理となる神使（おこう）の精進屋などもあった。
屋敷の背後には大祝の墓所がある。本来は神長の廟所であったが、諏訪氏にこの墓地が求められたため、守矢氏は熊野堂と呼ばれる村の共同墓地へ移った。なお御柱祭の年に亡くなった者は、厳しい物忌みにより、「夏直路（なすぐじ）廟」と呼ばれる杖突峠の登り口にある別廟に葬られた。
天文13年（1544年）に高遠頼継が屋敷を焼き討ちした事件もあったが、神長家は一旦大熊村（現在の諏訪市湖南大熊）に避難し、その2年後（天文15年）高部に帰った。
守矢氏は本来上社前宮の周辺に居住し、大祝体制が成立してから、この土地を大祝に譲ったという可能性も考えられる。

## 歴史

### 守矢氏の始まり

#### 入諏神話

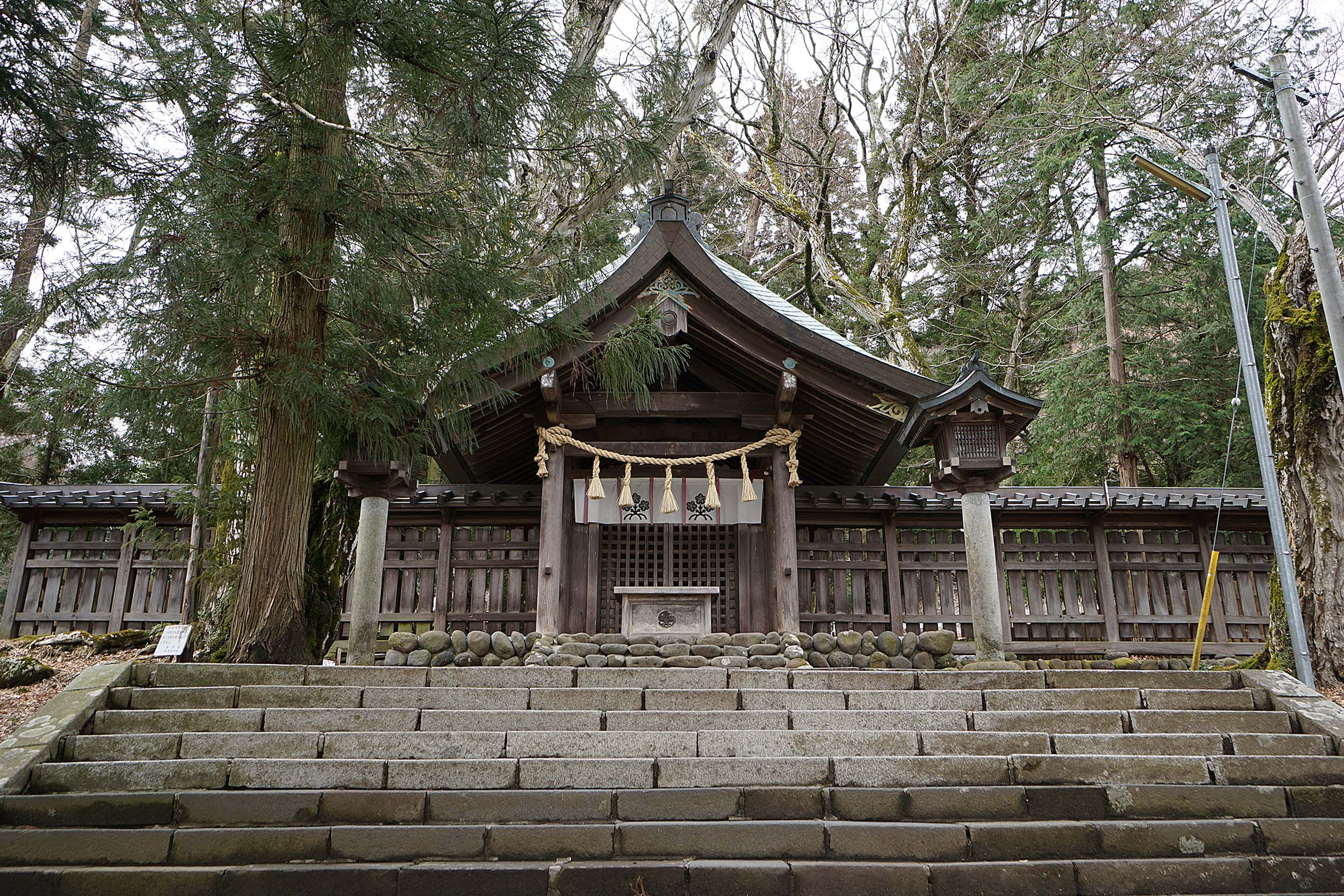
諏訪大社上社前宮（茅野市）

諏訪地方に伝わる伝承によると、諏訪大社の祭神・建御名方神（諏訪明神）が諏訪に侵入した際に地主神の洩矢神と相争った。戦いは建御名方神の勝利に終わるが、敗北した洩矢神は諏訪の統治権を譲り、建御名方神に忠誠を誓いそのもとに祭政を司ることとなった。この神話は守矢氏が諏訪盆地にやって来た外来勢力（のちの神氏）に征服された事を反映していると考えられる。
この説話をもとに守矢氏を土着の勢力集団と考えるのが一般的だが、外部から流入してきたという説もある。また、上記の通りに物部氏とは何らかの繋がりがあるのではないかと思われる。
洩矢神の血筋の千鹿頭神が諏訪を出て、その跡を継いだのは建御名方神の孫神という『守矢氏系譜』に書かれている内容を土着部族が諏訪から離れた（あるいは追われた）後に神氏の一派が先住民の祭祀を肩代わりして、守矢氏となったことを意味するという見方がある。一方で、寺田・鷲尾の説では守矢氏は神氏よりも前に上伊那にある藤沢川流域から杖突峠経由で諏訪に入り、土着民を征服・駆逐した後に（千鹿頭神の離脱伝承はここから来ているという）その鉄鐸祭祀を占有した氏族とされている。
この神話を史実と結びつける説は、現在ほぼ定説となっているが、中世に流布していた聖徳太子と物部守屋の争い（丁未の乱）にまつわる伝承に影響された、あるいはその説話をもとにして創作されたという見解もある。また、この神話自体は諏訪の神に「軍神」という新たな性格が追加された際（平安時代末期以降）に造作されたものであって、考古学的知見と結びつけるべきではないという意見もある。

#### フネ古墳と守矢氏
上社本宮から守屋山麓へ少し登ったところの丘陸上にある古墳時代中期（5世紀前半）に作られたフネ古墳は諏訪における最初の古墳である。東西2つの槨があり、鉄剣（蛇行剣と素環頭大刀）、鉄製農具、変形獣文鏡、玉類など大量の宝物が出土したが、興味深いのが鹿の角で作られた大刀の鍔や刀子の柄が見られることである。蛇行剣と鹿角製品は諏訪上社の龍蛇信仰や狩猟儀礼と関係があると考えられている。
フネ古墳より少し後に諏訪湖周辺に同じタイプの古墳が作られ、これらはまとめて「第Ⅰ期古墳」と呼ばれている。千曲川中流域（科野国造勢力のものと思われる）や伊那谷の古墳群とは異なり竪穴式墳墓や橋原式土器を特徴とするが、この種類の土器の分布圏（諏訪・上伊那）は中世の御頭祭に神使が巡幸する圏域と一致している。このことから、守屋山麓を本拠とし、諏訪と上伊那を支配する強大な地方豪族（王権か）がいたとみられる。八ヶ岳山麓に栄えていた縄文文化とは明らかに異なるものの、諏訪湖東岸にある一時坂古墳（5世紀後半）の周囲にある遺跡（縄文・弥生期の住居跡や墳墓）で見られるように、この新しい文化を古層の土着文化に取り組まれていた。
6世紀後半（古墳時代後期）に下伊那に開花した横穴式古墳文化が諏訪に現れて、第Ⅰ期古墳は築造されなくなってしまう。「第Ⅱ期古墳」と呼ばれる古墳は横穴式石室を持つことと、それまではなかった馬関連の副葬品が多量にみられるのが特徴で、明らかに第Ⅰ期古墳文化の勢力とは性質の異なる文化である。この時代に馬飼集団が伊那谷から天竜川を遡って諏訪へ移動したと推測される。
第Ⅰ期・第Ⅱ期古墳を造営した勢力については以下の3通りの解釈が挙げられている。
1. 第Ⅰ期古墳は土着の守矢氏を征服した神氏のもので、第Ⅱ期古墳文化は金刺氏（科野国造家の一派、後に諏訪下社の社家）がもたらしたもの。
2. 第Ⅰ期古墳は熟成した土着文化（守矢氏）が作ったもので、6世紀には神氏と金刺氏の流入とともに第Ⅱ期古墳文化が出現した。（ただ、神氏と金刺氏は同族とするか別族とするかで見方は異なる）
3. 第Ⅰ期古墳は神氏や金刺氏以前に外部から進入してきた守矢氏のもの。

なお、中野市（北信地方）にはフネ古墳と類似している同時期の古墳が見つかっている。当時ヤマト王権中枢で採用されていた割竹形木棺がみられることも含めて、フネ古墳を在地の首長の墓とする説には無理があるという見解もある。この説においては、フネ古墳の存在は5世紀の諏訪が既にヤマト王権にとって重要な地域だったことを表している。

#### 神・守矢二重体制
神氏の入諏とともに新しい体制が生まれた。この体制においては、新来の神氏が出す大祝は政権を握る首長であるのに対し、守矢氏は祭祀権を持つ神官である。こうした「二重王権」制は世界各地に見られるもので、日本でもヤマト王権が出雲を征服した後に祭祀権を出雲側に保証するという事例がある（出雲国造家を参照）。大祝の就任儀式（即位式）は守矢氏の手で行われたが、これは先住の守矢氏の儀式的承認を得ることによって新来の神氏・大祝が権威を手に入れると意味する。
大祝は建御名方神の依り代、すなわち現人神として信仰の対象となったが、これを原始信仰の名残とする説や、鎌倉時代に発展したものという説がある。この大祝信仰においては、守矢氏の祭司は大祝を祀る存在と解釈された。
『古事記』とそれを参考した『先代旧事本紀』には建御名方神が天照大御神・高御産巣日神らに遣わされた建御雷神との力比べに負けて諏訪まで逃亡した大国主神の御子神として描かれている。追いつめられた建御名方神が諏訪から出ないと約束する場面は、大祝は在位中に諏訪を出てはならないという掟、もしくは進入者に敗れた守矢氏の祭祀権が諏訪上社地域に限定されたことを表しているという。

### 平安時代から近世まで

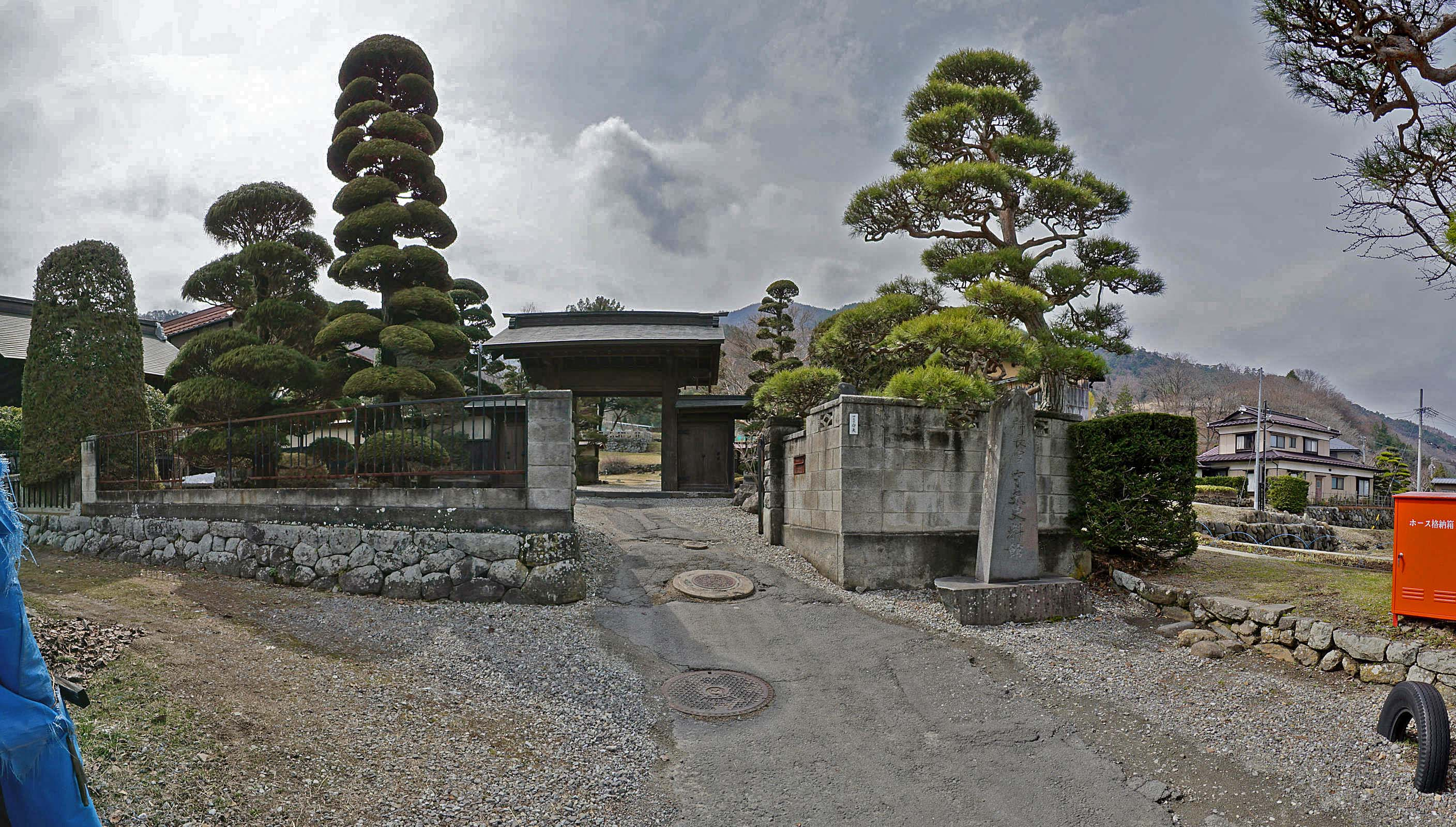
守矢氏邸（神長官守矢史料館）入口

延暦17年（798年）に発せられた桓武天皇の詔書には「神宮司・神主・神長等」という呼称が見られることから、守矢氏が「神長」と名乗り始めたのは平安時代の初期頃だと思われる。大同2年（807年）には太政官が「神長」という名称を廃止したが、諏訪上社では明治維新まで使われ続けた。
平安末期に諏訪に本地垂迹説が入り、上社本宮には4つの別当寺（神宮寺・如法院・蓮地院・法華寺）ができた。神長も仏教に影響され、他人に真似できないよう大祝の即位式に密教要素（真言・印相など）を導入して一種の灌頂儀礼という形にした。
大祝をはじめ、五官祝は中世に至って武士化する。永承6年（1051年）から康平5年（1062年）まで続いた前九年の役には、在職中であるため現人神の掟を守らなければならなかった大祝為信は、自分の代わりに子の為仲を総大将として神長守真と茅野敦貞等を源頼義に従わせて出陣させた。
この時代、分家の守屋一族が遠江国（現・静岡県浜松市水窪町）に諏訪明神の御幣を持って移住し、後に地域の有力者となって2025年（令和7年）現在まで代々足神神社の社家を務めている。
平安時代から甲斐国の武田氏と関わりがあったと見られる。のちは檀那関係となり信仰と経済的支援の強い関係になった。武田信昌や武田信縄が神長あてに、お守りを贈ってくれたことを感謝する礼状から、守矢氏と武田氏の密接な関係がうかがえる。
天文4年（1535年）、武田信虎と諏訪頼満の和睦の際に、神長頼真が両人の間に立ち、誓約のしるしに諏訪上社の御宝鈴（鉄鐸）を鳴らした。
武田晴信（信玄）の諏訪郡の平定には守矢氏が協力的な立場を取った。大祝の即位式をめぐって神長頼真と対立し、のちに諏訪郡制圧後の処遇に不満を抱いた高遠頼継と共謀した禰宜満清が滅ぼされた後、晴信は守矢氏の協力を賞し、頼真の子犬千代（神平）に禰宜の職を与え、以来守矢氏が禰宜の役をついできた。更に天文14年（1545年）、神平の元服にあたり、偏諱を授与して「信実」と名付け祝物を贈っている。武田氏の通字「信」を上にして、守矢氏の通字「実」を下に置いているこの名前から、守矢氏の武田氏に対する家臣的性格が見られる。
天文11年（1542年）高遠頼継との戦いに、板垣信方軍を杖突峠に先導した。その際「神長一騎」（『高白斎記』）とあるのが、神長と同調する一揆軍と考えられる。
天文18年（1549年）、頼真は諏訪郡代の長坂虎房へ戦乱のため神納物がなく神事ができないと訴えたところ、信玄は衰退した諏訪社の神事の再興などに努めるようになり、永禄8年（1565年）から同9年にかけて『諏訪上下宮祭祀再興次第』（俗に『信玄十一軸』と呼ばれる）という沙汰書を発して中絶していた祭事の復興を命じた。この時は武田氏の権力が既に諏訪社に浸透しており、信玄の武運長久を祈ることが当たり前だと考えられるようになっていた。大祝諏訪氏の血を引き、信玄の後を継いだ武田勝頼のもとに武田氏と諏訪社の関係が更に深まった。
元々神長の次であった禰宜が、神平が就任した時代には既に五官祝の最下位となっていた。大祝と神長から異議が出て、勝頼は「上古よりの慣例」として、上座とする裁許状を発した。その後、神長の次位で禰宜太夫と称した。
永禄3年（1560年）、「官」の字を賜って、それ以降は職名が「神長官」となった。

諏訪大社上社本宮（諏訪市）

天正10年（1582年）3月3日、武田勢の重要拠点高遠城を攻め落とした織田信忠（信長の長男）は諏訪に侵入し、諏訪上社の社殿を焼き払った。武田氏の滅亡後、諏訪郡は信長の支配下に入り、河尻秀隆の領地となった。諏訪社は焼かれたばかりでなく、郡外にあった所領をほとんど一挙に失った。こうした中で、神長官信真は真田昌幸に神領の寄進を促し、小笠原貞慶に神領についての善処を請うなどしたが、諏訪郡以外の神領の回復はやはり不可能であった。織田氏の侵略によって、武田氏の支配下で再興された諏訪社の神事は再び衰退してしまった。
天正10年（1582年）8月17日、信真は徳川家康の願文の中で、世の中を家康の御世にし、神社を放火した信長に神罰が当たることを祈願し、あわせて社殿が再興されることを祈っている。天正18年（1590年）小田原の陣中から神長官に当てた諏訪頼忠の書状では、近日帰郷して神事に奉仕できるだろうと述べているが、焼失した社殿も復興できないまま、幼い大祝頼広をのこして、武蔵国に転封になった。
この頃には上社と下社の抗争があったり、上社の五官祝に内輪揉めがあったりした。頼忠は遠い武蔵野領地から書状を寄せて督励し、失われた社殿の再建をさせようとした。とくに守矢氏を頼りにし、何度か書状を寄せている。
慶長13年（1608年）に家康が上社に四脚門を寄進し、元和3年（1617年）にはようやく社殿の再建が完成した。

### 江戸時代
江戸時代に入ると、別当寺の社僧と大祝・五官との間に主導権争いが起こり、大祝と五官祝との間にもしばしば対立が見られる。
宗門改が実施されてから、大祝家はじめ五官家も寺の檀徒となり、仏式葬儀が義務付けられた。これに忌避しようとした神長官実綿は文化4年（1807年）に京都の吉田家あてに「神道葬祭許可願」を提出するが、享和2年（1802年）から文化8年（1811年）にかけては吉田家は諏訪神社と対立していたため、許可を取れなかった。同年、神長官は転位金の負担について法華寺と争い、同8年内済になっている。
嘉永7年（1854年）、神長官実延が死去したとき、嗣子の実顕は自分で神葬にした。これに対して菩提寺の法華寺が異議を申し入れた結果、藩が仏式で葬儀をやり直させられた。翌安政2年（1855年）、実顕は吉田家に葬祭免許を受けたいと願い出たが、免許を受けたかどうかは明らかでない。これで守矢氏は法華寺の宗判に戻り、他の家から葬祭免許を受ければ宗判を除くということで決着した。

### 明治時代以降
明治維新の国家神道政策により神職の世襲が禁止されたことで、一子相伝の秘伝のほとんどが消滅し、神長官職は廃止となった。2025年（令和7年）現在は第78代当主・守矢早苗に守矢家系譜と一部の伝承を伝えるのみである。

## 家紋
「丸に左十字」を使用している。島津氏の家紋と似ているが、由来は不明であり、先代が功績を挙げて島津氏から頂いたという説や、守矢氏へ養子入りしたといわれる平忠度の末子の重実が使用した紋という説などが上げられる。なお諏訪藩の隣にある高遠藩の内藤家も同じ家紋を使用したことがある。

## 主な人物
- 守矢頼真
戦国時代の神長官で、父は神長官守矢有実で、子は神長官守矢信真。
- 守矢真幸
第77代神長官で、父は第75代神長官守矢実顕、兄は第76代神長官守矢実久、子は守矢真富と幸夫。実久の養子。
- 守矢早苗
第78代神長官で、守矢真富の四女。